# Amidorus salebrosus
Amidorus salebrosus är en skalbaggsart som beskrevs av Schmidt 1911. Amidorus salebrosus ingår i släktet Amidorus och familjen Aphodiidae. Inga underarter finns listade i Catalogue of Life.